# RTorrent
rTorrent – tekstowy klient sieci BitTorrent na licencji GPL, rozwijany przez Jariego Sundella (pseudonim Rakshasa).
Został napisany w języku C++ z nastawieniem na wysoką wydajność i poprawny kod. Wykorzystuje bibliotekę libTorrent (własną, nie libtorrent z sourceforge) dla systemów uniksowych. Interfejs użytkownika jest napisany w oparciu o bibliotekę ncurses.
Własna biblioteka libTorrent różni się od innych wersji transmisją danych bezpośrednio między stronami pamięci zmapowanymi przez funkcję mmap() a stosem sieciowym. Na łączach o wysokiej przepustowości potrafi wysyłać dane kilkukrotnie szybciej niż oficjalny klient BitTorrent.
Pakiety rTorrenta są dostępne na różne dystrybucje Linuksa i Uniksa oraz można go uruchamiać i kompilować w prawie każdym systemie operacyjnym zgodnym z POSIX, takim jak na przykład FreeBSD.
Dzięki interfejsowi tekstowemu można używać go w programach typu screen i dtach. Obsługuje zachowywanie sesji i pozwala użytkownikom na dodawanie i usuwanie torrentów. Oferuje także częściowe ściąganie torrentów zawierających wiele plików. Od wersji 0.7.0 obsługuje także szyfrowanie. rTorrent wspiera również rozproszone tablice mieszające i super-seeding.
rTorrent może być obsługiwany przy pomocy XML-RPC.